# Lème
Lème is een gemeente in het Franse departement Pyrénées-Atlantiques (regio Nouvelle-Aquitaine) en telt 138 inwoners (2005). De plaats maakt deel uit van het arrondissement Pau.

## Geografie
De oppervlakte van Lème bedraagt 6,7 km², de bevolkingsdichtheid is 20,6 inwoners per km².
De onderstaande kaart toont de ligging van Lème met de belangrijkste infrastructuur en aangrenzende gemeenten.

## Demografie
Onderstaande figuur toont het verloop van het inwonertal (bron: INSEE-tellingen).